# Glypta minuta
Glypta minuta là một loài tò vò trong họ Ichneumonidae.